# (493) Griseldis
(493) Griseldis – planetoida z pasa głównego asteroid okrążająca Słońce w ciągu 5 lat i 189 dni w średniej odległości 3,12 j.a. Została odkryta 7 września 1902 roku w Landessternwarte Heidelberg-Königstuhl w Heidelbergu przez Maxa Wolfa. Nazwa planetoidy pochodzi od Gryzeldy, bohaterki legend ludowych, którą charakteryzowała odwaga i cierpliwość; postać ta występuje m.in. w Dekameronie Giovanniego Boccaccia czy w operze Griselda Ferdinando Paëra. Przed nadaniem nazwy planetoida nosiła oznaczenie tymczasowe (493) 1902 JS.